# Нарґизтепе
Нарґизтепе (азерб. Nərgiztəpə) — місцевість у Мільському степу, поблизу лінії зіткнення збройних сил Азербайджану і невизнаної Нагірнокарабаської Республіки, на сході колишнього Мартунінського району Нагірнокарабаської автономної области АзССР.
Сьогодні, згідно з адміністративно-територіальним поділом Азербайджану, місцевість розташована в Ходжавендському районі країни. Тут знайдено археологічні об'єкти — залишки поселення, що належить до епохи бронзового століття. Площа поселення понад 1 га, а висота — 8 м.
Частина знайденого в Нарґизтепе глиняного посуду належить культурі глекових поховань, інша частина - до епохи середньої бронзи (перша половина II тисячоліття до н.е.). Судячи зі знахідок кераміки та розписного посуду, культурні відкладення поселення Нарґизтепе ідентичні верхнім верствам Узерлік-тепе, поселення епохи середньої бронзи, на східній околиці Аґдама.
Увага засобів масової інформації до цього місця було залучено у 2008 році, коли з'явилася інформація про будівництво тут владою Азербайджану селища для вимушених переселенців на 5—6 тисяч осіб. Щодо можливости існування у відповідному місці населеного пункту з такою кількістю жителів висловлювалися сумніви. 
У жовтні 2011 року неподалік Нарґизтепе відбулося відкриття площі державного прапора Азербайджану та меморіалу загиблим у Карабаській війні.